# Tiszavid
Tiszavid község Szabolcs-Szatmár-Bereg vármegye Vásárosnaményi járásában.

## Fekvése
A megye északkeleti széle közelében helyezkedik el, annak az egykor Bereg vármegyéhez tartozó részén, a Tisza jobb partján.
A szomszédos települések: észak felől Tiszaadony, északkelet felől (a már közvetlenül az ukrán határ mellett fekvő) Barabás, kelet felől Vámosatya, délkelet felől Tiszaszalka, délnyugat felől Gyüre, nyugat felől pedig Aranyosapáti.
A térség fontosabb települései közül Vásárosnamény 12,5, Tiszaadony 7, Tiszaszalka 2, Vámosatya 8, Gelénes pedig 10,5 kilométer távolságra található.

### Megközelítése
Közúton csak két irányból érhető el, Tiszaadony vagy Tiszaszalka érintésével, a 4113-as úton.

## Nevének eredete
A település nevének előtagja a Tisza folyóra utal, míg utótagja valószínű, hogy az 1063-ban élt, s a Gutkeled nemzetséghez tartozó Keled fia Vid comes (ispán) nevére utal, aki Salamon király udvari tanácsosa volt.

## Története
Vid neve az oklevelekben 1298-ban tűnik fel először, amikor itt egyezkednek a Gutkeled nemzetségbeli Várdai Aladár fiai Káta nemzetségbeli Gabrianus fiaival Márok(Márokpapi) ügyében.
1312-ben Károly Róbert király, mint örökös nélkül elhunyt Ranold fia Péter birtokait - melyeket Aba nemzetségbeli Omodeus és fiai foglaltak el - Apagyi Péter-nek adta.
1397 előtt Wassa István is birtokos volt itt, aki de Wid, máskép de Wassili melléknévvel élt. Mind két melléknév az ő birtokától lett véve, mivel az említett Yid (Vid) Szabolcs megyében feküdt és Wassa birtok volt. E Wassa István birtokos volt ekkor a Szörény vármegyében fekvő Szörénybalázsdon is.
Tiszavid 1978 és 1990 között a szomszédos Tiszaszalka része volt.

## Közélete

### Polgármesterei
- 1990–1994: Petróczki Lajos (független)[4]
- 1994–1998: Petróczki Lajos (független)[5]
- 1998–2002: Petróczki Lajos (független)[6]
- 2002–2006: Péter László (független)[7]
- 2006–2010: Péter László (független)[8]
- 2010–2014: Szűcs Bertalan (független)[9]
- 2014–2019: Szűcs Bertalan (független)[10]
- 2019–2024: Szűcs Bertalan (független)[11]
- 2024– : Hamza-Elek Anita (független)[1]

A településen a 2002. október 20-án megtartott önkormányzati választás érdekessége volt, hogy az országos átlagot jóval meghaladó számú, összesen 7 polgármesterjelölt indult. Ilyen nagy számú jelöltre abban az évben az egész országban csak 24 település lakói szavazhattak, ennél több (8 vagy 10) aspiránsra pedig hét másik településen volt példa.

## Népesség
A település népességének változása:
| Lakosok száma | 524  | 548  | 550  | 585  | 546  | 535  | 526  |
|               | 2013 | 2014 | 2015 | 2021 | 2022 | 2023 | 2024 |

2001-ben a település lakosságának 99%-a magyar, 1%-a cigány nemzetiségűnek vallotta magát.
A 2011-es népszámlálás során a lakosok 94,2%-a magyarnak, 41,5% cigánynak, 0,2% románnak, 0,4% ukránnak mondta magát (5,6% nem nyilatkozott; a kettős identitások miatt a végösszeg nagyobb lehet 100%-nál). A vallási megoszlás a következő volt: római katolikus 6%, református 49,5%, görögkatolikus 3,6%, evangélikus 0,2%, felekezeten kívüli 8% (14,8% nem válaszolt).
2022-ben a lakosság 93,2%-a vallotta magát magyarnak, 9,7% cigánynak, 0,2-0,2% németnek, bolgárnak, szerbnek és románnak (6,8% nem nyilatkozott; a kettős identitások miatt a végösszeg nagyobb lehet 100%-nál). Vallásuk szerint 4,8% volt római katolikus, 71,6% református, 1,6% görög katolikus, 1,6% egyéb keresztény, 0,2% evangélikus, 1,3% felekezeten kívüli (18,9% nem válaszolt).

## Nevezetességei
- Református temploma 1912-1913 között épült.

## Külső hivatkozások
- Tiszavid az utazom.com honlapján